# Dlaczego moje koleżanki to mają, a ja nie
Dlaczego moje koleżanki to mają, a ja nie – polski film krótkometrażowy w reżyserii Macieja Ślesickiego z 1994 roku. Zrealizowany do cyklu filmowego Telewizji Polskiej „Psychodramy małżeńskie”.

## Opis fabuły
Po problemach małżeńskich w życiu erotycznym, tytułowa bohaterka w czasie pobytu w sanatorium wdaje się w krótkotrwały romans, po powrocie próbuje ratować swój związek.

## Obsada
- Ewa Skibińska
- Krzysztof Gosztyła
- Dariusz Sikorski
- Jerzy Gudejko
- Mikołaj Radwan